# 1989 (Taylor's Version)
1989 (Taylor's Version) és el quart àlbum regravat de Taylor Swift, publicat el 27 d'octubre del 2023. És la regravació del seu cinquè disc 1989, llançat originalment el 2014.
Continua la sèrie d'àlbums regravats de l'artista, precedit per Fearless (Taylor's Version), Red (Taylor's Version) i Speak Now (Taylor's Version).
L'anunci de l'estrena d'aquest títol va tenir lloc la nit del 9 d'agost del 2023 a l'últim concert del The Eras Tour als Estats Units, més concretament al SoFi Stadium del Comtat de Los Angeles. Els fans havien estès el rumor que passaria això i finalment es van complir les especulacions populars.
En una publicació d'Instagram immediatament posterior a l'anunci personat, la cantant va assegurar que, a banda de les cançons originalment presents a 1989, aquesta versió en contindria cinc d'inèdites.

## Llista de cançons
| 1.            | «Welcome to New York»        | Swift Tedder Noel Zancanella | 3:32  |
| 2.            | «Blank Space»                | Swift Christopher Rowe       | 3:51  |
| 3.            | «Style»                      | Swift Rowe                   | 3:51  |
| 4.            | «Out of the Woods»           | Swift Antonoff               | 3:55  |
| 5.            | «All You Had to Do Was Stay» | Swift Rowe                   | 3:13  |
| 6.            | «Shake It Off»               | Swift Rowe                   | 3:39  |
| 7.            | «I Wish You Would»           | Swift Antonoff               | 3:27  |
| 8.            | «Bad Blood»                  | Swift Rowe                   | 3:31  |
| 9.            | «Wildest Dreams»             | Swift Rowe Shellback         | 3:40  |
| 10.           | «How You Get the Girl»       | Swift Rowe                   | 4:07  |
| 11.           | «This Love»                  | Swift Rowe                   | 4:10  |
| 12.           | «I Know Places»              | Swift Tedder Zancanella      | 3:15  |
| 13.           | «Clean»                      | Swift Heap                   | 4:31  |
| 14.           | «Wonderland»                 | Swift Rowe                   | 4:05  |
| 15.           | «You Are in Love»            | Swift Antonoff               | 4:27  |
| 16.           | «New Romantics»              | Swift Rowe                   | 3:50  |
| 17.           | «Slut!»                      | Swift Antonoff Berger        | 3:00  |
| 18.           | «Say Don't Go»               | Swift Antonoff               | 4:39  |
| 19.           | «Now That We Don't Talk»     | Swift Antonoff               | 2:26  |
| 20.           | «Suburban Legends»           | Swift Antonoff               | 2:51  |
| 21.           | «Is It Over Now?»            | Swift Antonoff               | 3:49  |
| Durada total: | Durada total:                | Durada total:                | 77:49 |

| 22.           | «Sweeter than Fiction» | Swift Antonoff | 3:54  |
| Durada total: | Durada total:          | Durada total:  | 81:43 |

| 22.           | «Bad Blood» (amb Kendrick Lamar) | Swift Rowe    | 3:20  |
| Durada total: | Durada total:                    | Durada total: | 81:09 |

## Recepció
L'àlbum va vendre 2,8 milions de còpies a tot el món el 2023, convertint-se en el sisè àlbum més venut de l'any en general i l'àlbum més venut d'un artista en solitari. També va ser l'àlbum de vinil més venut del 2023 amb 1,4 milions de còpies venudes. Les seves cançons van ocupar els sis primers del Billboard Global 200 la mateixa setmana, fent de Taylor Swift el primer artista a aconseguir-ho.